# Liolaemus robertoi
Espèce
Liolaemus robertoi est une espèce de sauriens de la famille des Liolaemidae.

## Répartition
Cette espèce est endémique du Nord du Chili.

## Description
C'est un saurien vivipare.

## Étymologie
Cette espèce est nommée en l'honneur de Roberto Donoso-Barros.

## Publication originale
- Pincheira-Donoso & Núñez, 2004 : Liolaemus robertoi, una nueva especie de Los Andes del norte de Chile perteneciente al grupo ruibali (Iguania: Tropiduridae: Liolaeminae). Multequina, vol. 12, p. 01-15.